# Gambas

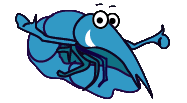
Gambas betyder räkor på spanska, därav symbolen.

Gambas är ett programspråk och en utvecklingsmiljö för GNU/Linux som försöker efterlikna enkelheten hos Visual Basic men samtidigt vara kraftfullare och mer användbart. 
Namnet Gambas är en rekursiv akronym för Gambas Almost Means BASic. Namnet betyder även räka på spanska. Gambas är fri programvara och licensen är GPL.
Gambas är inte kompatibelt med Visual Basic och källkod kan inte delas mellan miljöerna, men båda baseras på BASIC med objektorienterade tillägg, vilket gör Gambas till ett bra val för användare som är vana vid Visual Basic. Det är oftast enkelt att portera program mellan miljöerna.
Programspråket gör det lätt att bygga grafiska datorprogram med databas- och datornätverkskopplingar för Linux, bland annat är Gambas självt skrivet i Gambas. För närvarande används det grafiska biblioteket Qt, samma som används för att bygga KDE, eller GTK+. För att köra program skrivna i Gambas krävs ett medföljande tolkprogram som tolkar och kör programmet. 
Det finns även en experimentell version för Windows via Cygwin.